# Ал-хамду ли-ллах
„Ал-хамду ли-ллах“ (на арабски: ٱلْحَمْدُ لِلَّٰهِ – слава Богу, благодарение на Бога, хвала на Аллах) е междуметен израз, използван в арабските и другите мюсюлмански страни. Среща се и в орязани варианти – например „Ал-хамду ли-лла“ (без „Х“ накрая) или „Хамду ли-ллах“ (без определителния член „ал“ в началото), също „Хамду л-лла(х)“ и др.

## История
Възниква като ритуално молитвено възклицание за възхвала на Аллах. Считало се, че фразата трябва да се произнася с чувство на любов, поклонение и възхищение пред Аллах. Близко е по произход и значение на юдейското и християнското славословие Алилуя.
От този израз е произлязъл глаголът „хамдала“ (حمدل) със значение казвам „Ал-хамду ли-ллах“, а от него – отглаголното съществително име „хамдала(та)“. Коренът на глагола от 3-те съгласни Х, М, Д (ح; م; د) се открива също и в личните имена Мухаммад (Мохамед), Махмуд, Хамид и Ахмад.
Постепенно фразата започва да се използва повседневно в обикновени житейски ситуации като възклицание за изразяване на удовлетвореност. В арабските страни изразът се употребява често от юдеи, християни (всеки има предвид своя бог), дори и от атеисти. В редица езици има еквивалент – като „Слава Богу!“ на български.

## Употреба в Корана
Изразът се среща в свещената мюсюлманска книга Коран. Това са първите думи след израза бисмиллах в „Ал-Фатиха“ – първата негова сура.

## Други примери
- Кихащият казва „Ал-хамду ли-ллах!“, а му отговарят „Ярхамука(-ки)-ллаху!“ („Милост за теб от Аллах!“).
- В отговор на въпроси „Как си?“, „Как е семейството, бизнесът?“ – съкратено от „Добре, слава богу!“
- В отговор на въпроса „Мюсюлманин си?“ – съкратено от „Мюсюлманин съм, слава богу!“

|  | Тази страница частично или изцяло представлява превод на страницата „Альхамдулиллах“ и страницата Alhamdulillah в Уикипедия на руски и английски език. Оригиналните текстове, както и този превод, са защитени от Лиценза „Криейтив Комънс – Признание – Споделяне на споделеното“, а за творби, създадени преди юни 2009 година – от Лиценза за свободна документация на ГНУ. Прегледайте историята на редакциите на оригиналните страници тук и тук, за да видите списъка на техните съавтори. ВАЖНО: Този шаблон се отнася единствено до авторските права върху съдържанието на статията. Добавянето му не отменя изискването да се посочват конкретни източници на твърденията, които да бъдат благонадеждни. |